# Fala dos Arxinas
Fala dos arxinas é um argot empregado por pedreiros na Galiza, particularmente na região de Pontevedra, que tem como base a língua galega. A sua função é pedagógica, sendo usado no de passar de geração para geração do saber da arte de separar e cortar a pedra.

## Nome
É conhecida por diferentes nomes, entre eles Verbo das/dos arginas/arxinas, Latín dos canteiros, em galego, falar dos pedreiros em português, e Latín de los canteiros/canteros em castelhano.

## Descrição
A fala dos arxinas contém um conjunto de palavras da língua basca.

## Exemplo
Morrón: pra cubicar muriar xidavante da argina, xeres interbar o verbo das arginas xejorrumeando explicas es deeglase dadellastadaria e xeras enenvestar moxe xido. Cando anisques solóte polo deundo a murriar como artina. Xera jalrruar toi compinches, o nobis verbo si xeres te ormeando aprecio, os do gichoficienes e nente de xerian perreamente os lapingos e buxos. Xilón, nexo agiote; xilón, nexo chumar; xilón, nexo esqueirar; xilón, xido cabancar; xilón, xido entileger; xilón, xido vay, xilón xido murriar.